# کالستانو
کالستانو (به ایتالیایی: Calestano) یک کومونه در ایتالیا است که در استان پارما واقع شده‌است.

## خصوصیات
کالستانو ۵۷٫۲ کیلومترمربع مساحت و ۱٬۹۳۱ نفر جمعیت دارد.